# هومفري (نيويورك)
هومفري (بالإنجليزية: Humphrey, New York)‏ هي بلدة أمريكية تقع في الولايات المتحدة في مقاطعة كاتاروغوس، نيويورك. يقدر عدد سكانها بـ 687 نسمة ومساحتها 94.8 كم2 وترتفع عن سطح البحر 561 متر.